# Banuh Raya
Banuh Raya is een bestuurslaag in het regentschap Simalungun van de provincie Noord-Sumatra, Indonesië. Banuh Raya telt 667 inwoners (volkstelling 2010).